# E. W. Scripps
Edward Willis („E. W.“) Scripps (18. června 1854, Rushvillle, Illinois – 12. března 1926, Monrovia, Libérie) byl americký vydavatel novin, zakladatel mediálního konglomerátu E. W. Scripps Company a též zpravodajské agentury United Press, nyní známou pod názvem United Press International, která vznikla v roce 1958 po spojení s International News Service. V roce 1903 založil výzkumné centrum oceánů s názvem Scripps Institution of Oceanography (SIO). Po E. W. Scrippsovi je pojmenována na Ohijské univerzitě Škola žurnalistiky.